# Pobeda (Burgas)

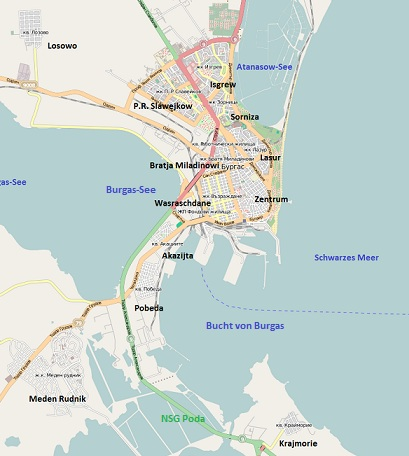
Lage von Pobeda im Stadtbereich von Burgas

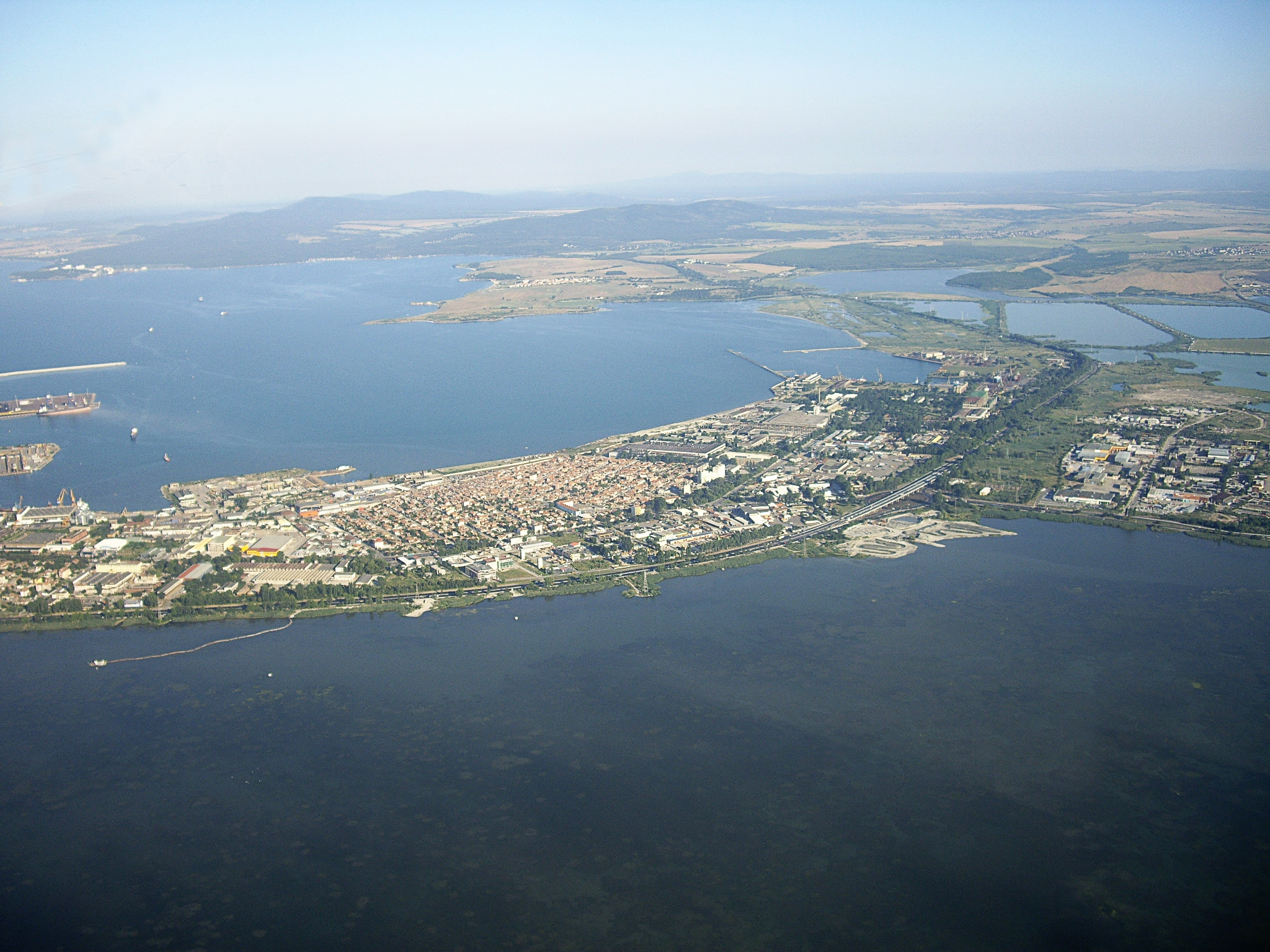
Die Nehrung Kumluka mit dem Wohnviertel Pobeda und der Industriezone Süd vom Westen her. Im Vordergrund der Burgassee und im Hintergrund das Schwarze Meer sowie das Strandscha-Gebirge und rechte der Mandra-See

Pobeda (bulgarisch Победа, zu dt. Sieg) ist ein kleineres Wohnviertel der bulgarischen Schwarzmeerstadt Burgas.
Pobeda liegt auf der Nehrung Kumluka inmitten der Industriezone Süd. Im Osten liegen das Hafenareal, die Werft von Burgas und das Schwarze Meer. Im Westen grenzt das Viertel mit der Schnellstraße nach Sosopol und Istanbul an den Burgassee. Das Viertel ist im Norden vom Stadtviertel Akaziite durch die Industriezone Süd und das Gewerbegebiet Süd getrennt. Im Süden grenzt Pobeda durch das Areal der Werft von Burgas an das Naturschutzgebiet Poda.
Im Viertel befinden sich die ehemaligen Süßwasserquellen der Stadt, von denen die Stadt bis ins 19. Jahrhundert mittels Wasserträger versorgt wurde. In dieser Gegend existierte eine thrakische Siedlung, die vom 6. bis ins 2. Jahrhundert v. Chr. als Emporion (Markt) von Apollonia Pontica diente. 
Das heutige Viertel Pobeda entstand im Zuge der Industrialisierung von Burgas. Zunächst siedelten sich dort Hafenarbeiter und Wasserträger an. Später wurden dort mehrere Fabriken angesiedelt. Der Großteil der heutigen Bevölkerung sind Sinti und Roma.